# Лоллар
Лоллар (нем. Lollar) — город в Германии, в земле Гессен. Подчинён административному округу Гиссен. Входит в состав района Гиссен. Население составляет 9 876 человек (на 30 июня 2009 года). Занимает площадь 21,90 км². Официальный код — 06 5 31 013.

## Известные жители
- Мак, Хейнц (1931) — немецкий художник, представитель оп-арта и кинетического искусства.